# Krigsåret 1998

## Pågående krig
Eritreansk-etiopiska kriget (1998-2000)
- Eritrea på ena sidan
- Etiopien på andra sidan

Kosovokriget (1998-1999)

## Händelser

### Juni
- 3 - Strider mellan Eritrea och Etiopien utbryter på statsgränsen mellan de två staterna vilket inleder Eritreansk-etiopiska kriget.[2]
- 5 - Eritrea och Etiopien flygbombar varandra under Eritreansk-etiopiska kriget.

### Augusti
- 20 - USA bombar kemisk fabrik i Khartoum och träningsläger i Afghanistan.

### December
- 16 - USA och Storbritannien inleder fyra dagars bombanfall på mål i Irak.[3]

### Fotnoter
1. ↑  ”Chronological List of All Wars”. Arkiverad från originalet den 9 oktober 2014. https://web.archive.org/web/20141009082543/http://www.correlatesofwar.org/COW2%20Data/WarData_NEW/WarList_NEW.pdf. Läst 29 juni 2011.
2. ↑   När Var Hur 1999. Forum
3. ↑   När Var Hur 2000. Forum